# Torre del Bierzo
Torre del Bierzo település Spanyolországban, León tartományban. Lakosainak száma 1968 fő (2024).

## Földrajza
Torre del Bierzo Villagatón, Brazuelo, Santa Colomba de Somoza, Molinaseca, Castropodame, Bembibre, Folgoso de la Ribera és Igüeña községekkel határos.

## Népesség
A település lakosságának változását az alábbi diagram mutatja:
| Lakosok száma | 3102 | 2736 | 2714 | 2583 | 2460 | 2352 | 2157 | 2164 | 2068 | 1968 |
|               | 2001 | 2004 | 2007 | 2009 | 2012 | 2014 | 2017 | 2019 | 2022 | 2024 |